# Stele eburina
La stele eburina è una stele romana realizzata dal popolo eburino per elogiare il ruolo di Tito Flavio Silvano verso il municipium di Eburum, con l'iscrizione frontale e quella laterale di destra databili al II secolo d.C. e l'iscrizione laterale di sinistra databile al IV secolo d.C.

## Iscrizione

### Lato frontole
La stele contiene un elogio a Tito Flavio Silvano nella parte frontale, ed in particolare un elogio per la grande benevolenza e per la grande speranza che ha mostrato verso il colleggio dei dendrofori.
| Testo in latino | Testo in italiano |
| --- | --- |
| L.D. D.D. T. FL. T. F. FAB SILVANO, PATR. MUN EBUR. II. VIR. II. QQ. QUEST. ARK. CUR REI. FRUMENT. HUIC COLL. DEND_ ROPHORR. OB EXIMIAM ERG[A] SE BENIVOLENTIAM. ET SPEM. P[ER] PETUAM. STATUAM. DIGNISSIM[O]. PATRONO. POSUERUNT. CUIUS. STA [T]UAE. ONOREM CONTENTUS. OB TULIT. COLL. SS. HS VIII. M. N. VT. QUODANNIS NATALI. EIVS. DIE. III IDUUM. DECEMBR[IUM.] [C]ONFREQUENTENT. ET. OB. STATUAE. D[E] DICATIONEM. COL[L. CON.] HS. XXN. [ET.] [Q]Q. IIVIR. AEDILIC. S[HS SS XX] N ET CETE [R]IS CON. DEC. SING. H[S XVIII N]S. S. AUGUS TALIB. HS XIIN. COLL. DEND[RO]PHO.[RR. ET] FAB. SING. HS. MILLENOS [ET] EPUL[U]M. [PL]EBEIS. SING. HS [ N]. ET VISCERATIONEM. | Permesso conferito per Decreto dei Decurioni A Tito Flavio, Figlio di Tito Fabio Silvano, Patrono del Municipio degli Eburini, Duumviroiuri dicundo, Duumviro quinquennale, Questore della cassa comunale. Curatore dell’annona. A costui il Collegio dei Dendro- fori, per la grande benevolenza e per la grande speranza che ha dimostrato verso il collegio stesso, pose una statua che ricordasse sempre lui, che era un patrono degno di ricordo. Ed egli, contento dell’onore di una statua, assegnò al collegio sopra scritto 8.000 sesterzi, perché ogni anno nel giorno della sua nascita, il terzo giorno prima delle Idi di dicembre si riunissero per celebrarlo. E per ringraziare il collegio della dedica della statua, assegna 20 sesterzi ai quinquennali e 20 sesterzi a ciascuno dei duumviri edili, e assegna a ciascuno dei restanti decurioni 18 sesterzi e mezzo, ad ogni Augustale 12 sesterzi, ai singoli collegi dei dendrofori e dei fabbri 1.000 sesterzi e un banchetto privato, ad ognuno della massa dei soci [?] sesterzi ed una pubblica distribuzione di carne. |

Nel corso del tempo alcune righe sono state interpretate in modo differente:
| Simone Augelluzzi | Theodor Mommsen | Altri |
| --- | --- | --- |
| 5. [S]E BENEVOLENTIAM ET OPEM PER 8. [T]UAE HONORE CONTENUTS OBT 9. ULIT COLL. HS VIIIMN UT QUODANNIS 11. [C]ON. FREQUENTENT [ET UB] STATUAE 12. D[E]DICATIONEM CON[NTULIT] HS XXXN [II] 13. [Q]Q. IIVIR. AEDILIC. [SING.] ET. LIBE 14. [R]IS EOR. DEC. SING. H[S XXN VIVI]RIS AUGUS 17. [PL]EBEIS SING. [XIIN] ET VISCERATIONEM | 11. [C]ONFREQUENTENT U[T ET OB S]TATUAE D[E] 12. DICATIONEM COLL[EGII P. S.] HS XXN 14. [R]IS CONDEC. SING. HS[N XVII]I S.(=semis) | 11. [C]ONFREQUENTENT [EIUS] STATUAE DE 12. DICATIONEM CON[TULIT IIVIR. S.] HS XXN 14. [R]IS CON. DEC..[HS XVN VIVIR]IS AUGUS 17. PLEBEIS SING. HS[XIIN] ET VISCERATIONEM. |

### Lato destro
Il lato destro fa riferimento a Marco Stlaccio Albino, console nel 183 d.C sotto il governo di Commodo che nella forma abbreviata del testo potrebbe far riferimento anche a Vezio Albino oppure ai duoviri C. Stlaccio Valente e Cn. Brinnio Steiano.
| Secondo il Longobardi                                           | Vittorio Bracco                                                                     | Theodor Mommsen                                                                       | Altri                                                               |
| --------------------------------------------------------------- | ----------------------------------------------------------------------------------- | ------------------------------------------------------------------------------------- | ------------------------------------------------------------------- |
| DEDICATA. IV KAL. APRIL. MARC. STLACCIO. V. AL. BINO […] STEIAN | DED[IC]ATA V KAL. APRIL [AN]N[O DUUM]VIR. C. STLACCI VA[-- ET] CN. BRINNII STEIANI. | DEDICATA V KAL. APRIL --NO IIVIR C. STLACCI VAL— (=VAL[ENTIS]) -T CN. BRINNI STEIANI. | DEDICATA IV KAL. APRIL [CONSILIBUS] MARC. STLACCIO V. A. --STEIAN-- |

### Lato sinistro
L'iscrizione sinistra potrebbe essere datata al IV secolo d.C e quindi incisa dopo rispetto alle altre, con la funzione dedicatoria nei confronti di un'altra statua.
Il testo cita Flavio Delmazio, probabilmente appartenente alla gens Flavia.
Anche in questo caso, il testo ha ricevuto diverse formulazioni:
| Vittorio Bracco                                           | Theodor Mommsen                                                   |
| --------------------------------------------------------- | ----------------------------------------------------------------- |
| PRAEF. ET DO. [N]ITENTI FL. DELMA TIO V.P. COR. E. P. LU. | PRAEF. ET DO. [N]ITENTI FL. DELMA TIO V. P. CUR. (=REI PUBLICAE?) |